# Sabinaria magnifica

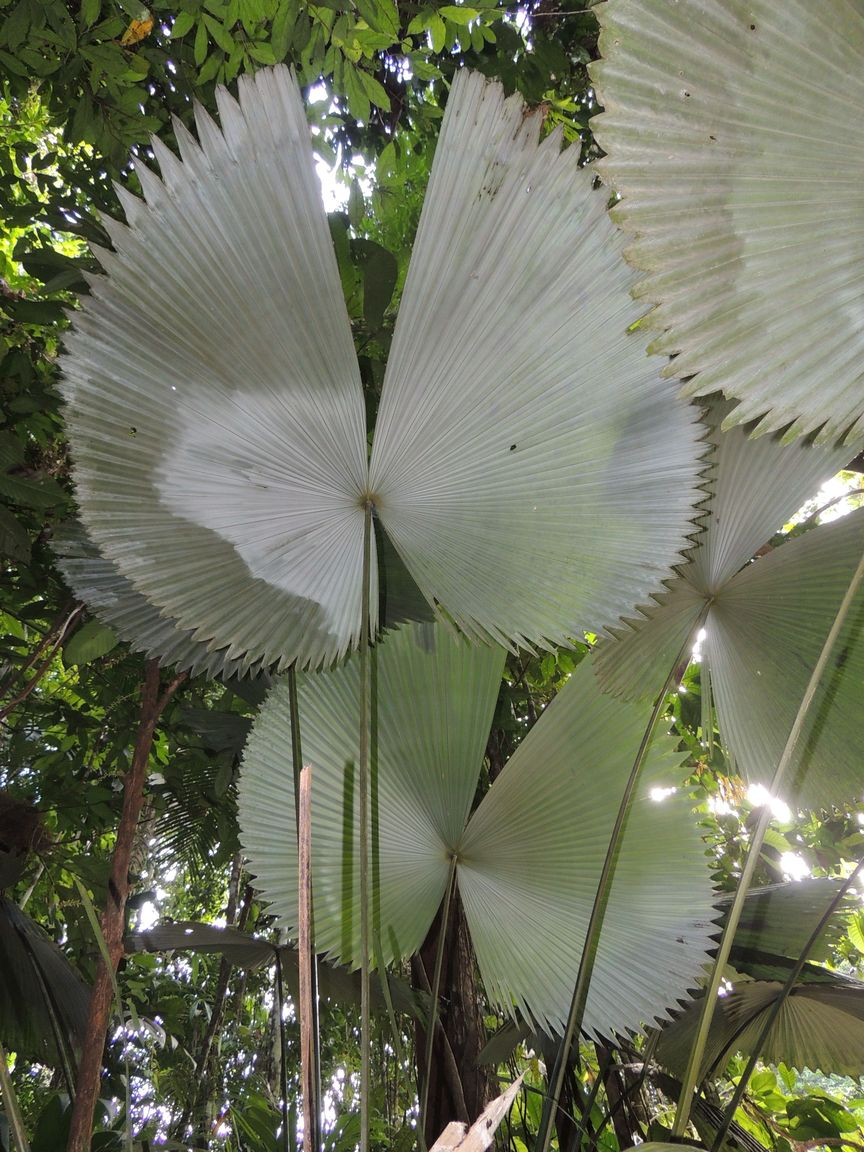
Listy Sabinaria magnifica

Sabinaria magnifica je druh palmy a jediný druh rodu Sabinaria. Vyskytuje se na jediné lokalitě při hranici Kolumbie s Panamou a byla popsána až v roce 2013. Roste v podrostu tropického deštného lesa. Je to palma velmi zajímavého vzhledu. Listy jsou dlanité, členěné na 2 víceméně celistvé poloviny, na rubu bělavé. Kmen je přímý a dosahuje výšky až 6 metrů. Rostlina zatím nepodléhá žádnému druhu ochrany a roste v odlehlé oblasti.

## Popis
Sabinaria magnifica je malá, solitérní, jednodomá palma s přímým kmenem, dorůstajícím výšky 1 až 6 metrů. Listy jsou dlanité, induplikátní, s dlouhým, tenkým, na okraji ostrým a neostnitým řapíkem. Čepel listu je téměř až k bázi členěná na 2 souměrné nebo lehce nesouměrné poloviny, které jsou na okraji asi do 1/10 dále členěné na velmi krátké, jednoduše přeložené segmenty. Listy jsou na rubu bělavé.
Květenství je smetanově bílé, jednoduše větvené, někdy od báze vícečetné, oboupohlavné. V dolní části bazálních větví květenství jsou samičí květy, ostatní jsou samčí. Květy jsou krátce stopkaté, převážně jednopohlavné. Kalich a koruna jsou trojčetné. Samčí květy obsahují 20 až 23 tyčinek, v samičích je semeník tvořený jediným plodolistem a staminodia představovaná tyčinkami bez prašníků. Semeník obsahuje jediné vajíčko a nese tenkou, prohnutou čnělku nesoucí šikmou papilnatou bliznu.
Plody jsou obvejcovité, kuželovité nebo až téměř kulovité, jednosemenné, na povrchu s drobounkými hrbolky. Mezokarp je tlustý, endokarp není diferencovaný. Semena jsou vejcovitá až téměř kulovitá.

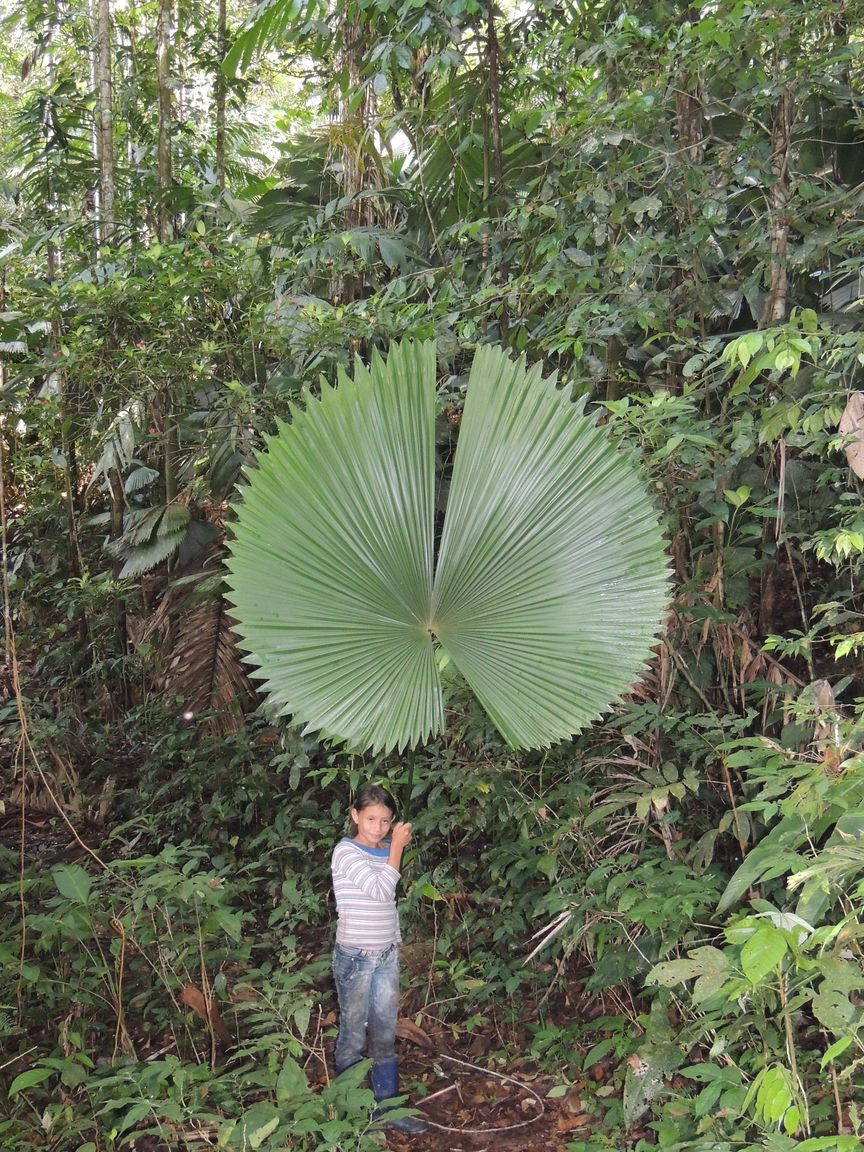
List Sabinaria magnifica
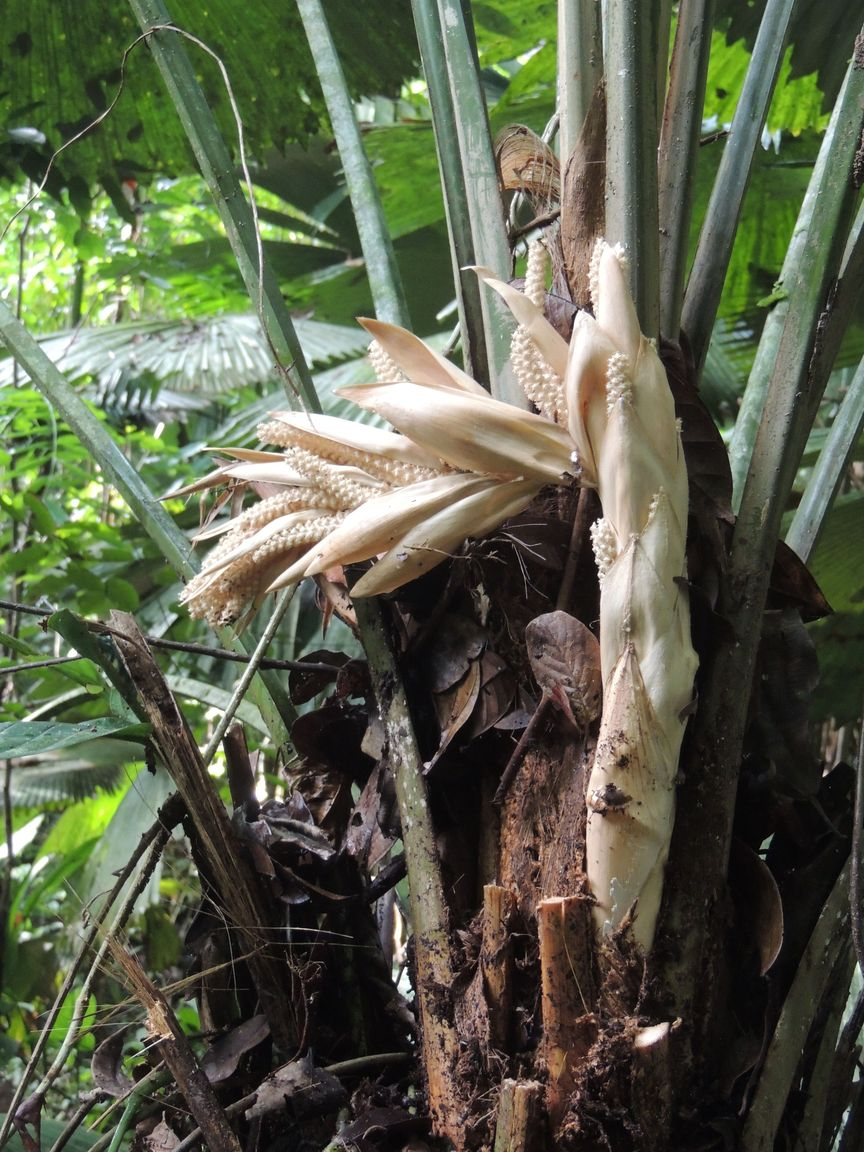
Květenství
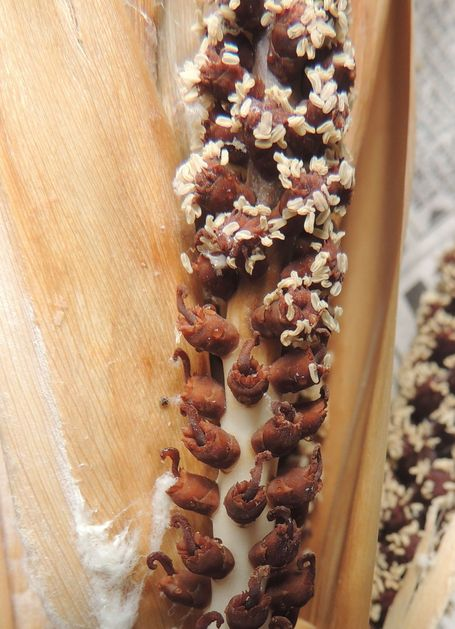
Detail květenství (samčí květy nahoře, samičí dole)

## Rozšíření a ochrana
Druh je znám pouze z malé oblasti v pohoří Serranía del Darién v severozápadní Kolumbii blízko hranice s Panamou. Roste v submontánním tropickém deštném lese v nadmořské výšce od 100 do 250 metrů. Lokalita je odlehlá a nachází se v hustě zalesněné, málo dotčené oblasti. Byly na ní nalezeny stovky exemplářů v různých stádiích vývoje. Rostlina zatím není zařazena v Červeném seznamu ohrožených druhů IUCN, její ochrana se připravuje vzhledem k sousední, silně odlesněné oblasti Urabá.

## Taxonomie
Rod Itaya je v rámci systému palem řazen do podčeledi Coryphoideae a tribu Cryosophileae. Rostlina byla popsána až v roce 2013.